# Saint-Pierre-des-Jonquières
Saint-Pierre-des-Jonquières är en kommun i departementet Seine-Maritime i regionen Normandie i norra Frankrike. Kommunen ligger i kantonen Londinières som tillhör arrondissementet Dieppe. År 2022 hade Saint-Pierre-des-Jonquières 76 invånare.

## Befolkningsutveckling
Antalet invånare i kommunen Saint-Pierre-des-Jonquières
| Referens: INSEE |